# 크리스토프 뒤가리
크리스토프 뒤가리(프랑스어: Christophe Dugarry, 1972년 3월 24일 ~ )는 프랑스의 전직 축구 선수이다. 선수 시절 포지션은 공격수였으며, 프랑스 축구 국가대표팀으로 1998년 FIFA 월드컵과 UEFA 유로 2000 우승을 이뤄냈다.